# Myst III: Exile
Myst III: Exile is het derde deel van de Myst-serie. Het spel werd ontwikkeld door Presto Studios en uitgebracht door Ubisoft. Het kwam in de VS op 7 mei 2001 uit voor Windows en Mac OS. Een jaar later volgde een release voor de Xbox en de PlayStation 2.

## Plot
Exile speelt zich tien jaar later af na de gebeurtenissen in Riven. De speler arriveert in het huis van Atrus en zijn vrouw Catherine. Atrus kan naar andere werelden linken via zijn zelfgeschreven boeken. Wanneer Atrus zich gereedmaakt om te vertrekken naar Releeshahn wordt plots zijn boek gestolen. De speler achtervolgt het pad naar de dief, genaamd Saavedro. Atrus' zonen Sirrus en Achenar zouden Saavedro's wereld Narayan hebben vernield en hem hebben opgesloten in J'nanin. Saavedro heeft zich weten te bevrijden en zweert nu wraak op Atrus.

## Gameplay
Zoals in de vorige games in de serie neemt de speler de rol van de Vreemdeling aan, een vriend van Atrus. De gameplay in Myst III: Exile is vergelijkbaar met die van zijn voorgangers: De speler verkent vooraf gerenderde omgevingen genaamd Ages met behulp van de muis of het toetsenbord. Elke Age heeft een andere uitstraling en thema. Spelers beginnen hun reis op de Age van J'nanin, die fungeert als een hoofdlink naar andere Ages. 
Nieuw in dit spel is het gebruik van een "vrij zicht"-systeem, dat de speler een 360-graden gezichtsveld geeft.

## Platforms
| Jaar | Platform            |
| ---- | ------------------- |
| 2001 | Macintosh, Windows  |
| 2002 | PlayStation 2, Xbox |

## Ontvangst
Exile werd positief ontvangen in recensies. De pc-versie heeft op aggregatiewebsites GameRankings en Metacritic een score van respectievelijk 77% en 83%.
Critici prezen vooral de graphics en het geluid die zou bijdragen aan diepgang in het spel. De puzzels werden omschreven als overzichtelijker en minder ingewikkeld. Kritiek was er op de vier cd-roms waarop het spel werd geleverd. Spelers moeten hierdoor steeds wisselen van schijf wanneer de speler een andere wereld betreedt. In latere versies van het spel is het op slechts een dvd-rom uitgebracht.
| Beoordeeld door        | Platform      | Datum            | Score |
| ---------------------- | ------------- | ---------------- | ----- |
| Just Adventure         | Macintosh     | 2001             | 100%  |
| Just Adventure         | Windows       | 2001             | 100%  |
| Jeuxvideo.com          | Xbox          | 8 november 2002  | 80%   |
| Withingames            | Windows       | 2 juli 2001      | 80%   |
| Game Informer Magazine | Windows       | juli 2001        | 75%   |
| Svenska PC Gamer       | Windows       | oktober 2001     | 70%   |
| Aventura y Cía         | Windows       | 25 maart 2002    | 70%   |
| GameZone               | Xbox          | 9 november 2002  | 55%   |
| 4Players.de            | PlayStation 2 | 25 november 2002 | 48%   |
| IGN                    | Xbox          | 3 oktober 2002   | 20%   |

## Verkoop
Door de hoge verwachting waren er in maart 2011 al ruim 500.000 vooruitbestellingen geplaatst. Het spel was in de eerste week na uitgave het bestverkochte spel in de Verenigde Staten. In 2010 was Exile wereldwijd ruim 1,5 miljoen keer verkocht. Ondanks deze verkoopcijfers werd het computerspel gezien als commericiële flop in verhouding met de twee voorgaande delen Myst en Riven.

## Prijzen en nominaties
| Uitreiking door                        | Categorie                                                 | Resultaat   |
| -------------------------------------- | --------------------------------------------------------- | ----------- |
| Academy of Interactive Arts & Sciences | Buitengewone prestaties in muziek, karakter en verhaal    | Genomineerd |
| GameSpot                               | Beste avonturenspel (2001)                                | Gewonnen    |
| Computer Games Magazine                | Beste avonturenspel van het jaar, art direction en acteur | Gewonnen    |

## Verzamelpakket
In 2001 kwam Myst III: Exile (Collector's Edition) uit als verzamelpakket. Het bevat een strategiegids, de soundtrack op cd, en een making of met trailerfragmenten. Exile verscheen ook in 2003 in de verzameling Myst: 10th Anniversary Edition met de twee voorgaande delen in de serie, die werden uitgebracht op dvd-rom als remaster voor moderne computers.